# Zairebiantes
Zairebiantes is een geslacht van hooiwagens uit de familie Biantidae.
De wetenschappelijke naam Zairebiantes is voor het eerst geldig gepubliceerd door H. Kauri in 1985. 

## Soorten
Zairebiantes is monotypisch en omvat slechts de volgende soort:
- Zairebiantes microphthalmus